# Menachem

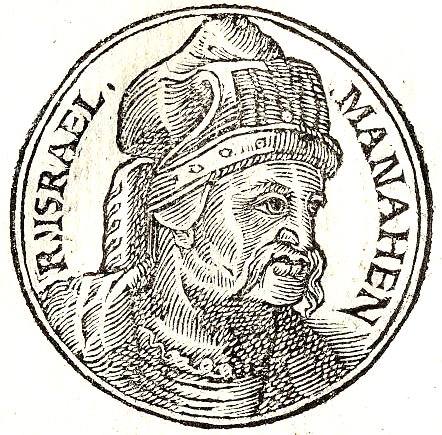
Menachem volgens Promptuarii Iconum Insigniorum

Menachem (Hebreeuws: מְנַחֵם, "trooster") was volgens de Hebreeuwse Bijbel koning van het koninkrijk Israël (745 v.Chr. - 738 v.Chr.). Hij was de zoon van Gadi en werd koning nadat hij zijn voorganger Sallum had omgebracht.
2 Koningen 15:14-22 beschrijft Menachems regeerperiode als wreed en onderdrukkend. Tijdens zijn tocht naar Samaria om de macht te grijpen ruimde Menachem genadeloos alle weerstand uit de weg en liet zwangere vrouwen de buik opensnijden. Toen hij eenmaal op de troon zat, viel het Nieuw-Assyrische Rijk onder leiding van zijn energieke koning, Tiglat-Pileser III, Israël binnen en Menachem kocht de koning af met 1000 talenten. Na zijn dood volgde zijn zoon Pekachja hem op.